# Anna and the King
Anna and the King è un film di Andy Tennant del 1999, liberamente ispirato alla storia di Anna Leonowens, che fu un'insegnante di scuola in Siam (ora Thailandia), nel XIX secolo. Questo film è molto differente da Anna e il re del Siam e dall'opera teatrale The King and I.
Nel film recitano Jodie Foster e Chow Yun-fat. È stato girato per la maggior parte in Malaysia, in particolare nelle regioni di Penang ed Ipoh. È stato candidato al Premio Oscar per la miglior scenografia e per i migliori costumi.

## Trama
Anna Leonowens è una giovane vedova, che arriva in Siam con il figlio Louis per insegnare la lingua e la cultura inglese ai 58 figli del re Rama IV Mongkut. È una donna intelligente e determinata e questo piace al re, che ha intenzione di rimodernare il suo paese per salvarlo dalla minaccia del colonialismo, proteggendo però molte delle antiche tradizioni che danno al Siam la sua identità unica. Anna è incantata dai bambini Reali, in particolare dalla principessa Fa-ying. La ragazzina si identifica con lo spirito delle scimmie giocose che vivono sugli alberi dei giardini Reali.
Quando la bambina si ammala improvvisamente di colera, Anna viene chiamata nelle sue stanze per dirle addio. L'insegnante arriva proprio nel momento in cui Fa-ying muore tra le braccia del padre, e i due la piangono insieme. Qualche tempo dopo, quando il Re si accorge che una delle scimmie ha "preso in prestito" i suoi occhiali, come faceva sua figlia, è confortato nel suo dolore dalla sua fede nella reincarnazione e dall'idea che Fa-ying possa essere rinata nella forma di uno dei suoi animali preferiti. Per ottenere la benevolenza degli Inglesi, il Re decide di tenere un sontuoso ricevimento, e affida ad Anna il compito di organizzarlo. Durante il ricevimento, il Re polemizza con grazia ed arguzia con Sir Kincaid, della Compagnia britannica delle Indie orientali, il quale accusa il Siam di essere una nazione superstiziosa. Al termine del ricevimento, il Re danza con Anna.
Dama Tuptim, la nuova favorita del re, era già fidanzata quando era stata portata a corte. Il Re è gentile con lei, ma Tuptim è troppo infelice e scappa, travestendosi da uomo e unendosi come monaco al monastero nel quale vive il suo innamorato, Khun Phra Balat. È rintracciata e riportata a palazzo, imprigionata e picchiata insieme al suo Balat. Nonostante il Re voglia mitigare le pene dei due amanti, Anna, di fronte all'intero tribunale, insiste che il Re sia misericordioso, limitando fortemente la capacità di quest'ultimo di fare ciò, poiché, se lo facesse, sembrerebbe aver subito l'influenza di una donna straniera, e questo non può essere tollerato. Tuptim e Balat sono decapitati di fronte all'intera corte, nonostante la sentenza sia ritenuta terribilmente ingiusta.
Gli aspetti politici della vicenda sono completamente inventati: il Siam è minacciato da un colpo di Stato di soldati birmani contro re Mongkut, che sembra essere finanziato dai Britannici. Mongkut manda suo fratello, il principe Chaofa, ed il suo consigliere militare, il generale Alak, ad investigare. Si scopre che Alak è il cervello dietro al colpo di Stato, e si ribella uccidendo Chaofa. In seguito scappa in Birmania, dove richiama le sue truppe e le prepara ad invadere il Siam uccidendo il Re ed i suoi figli.
Con l'aiuto di Anna, il re riesce a nascondere i suoi bambini e le sue mogli in un luogo sicuro. Poi va con i pochi soldati che gli sono rimasti ad affrontare Alak. I soldati siamesi posizionano esplosivi ad alto potenziale sotto un ponte di legno sospeso su un canyon, mentre Alak ed il suo esercito si avvicinano. Il Re ordina al suo "esercito" di stare indietro e cavalca fino al ponte con solo due soldati. Alak, alla testa della sua armata, affronta il Re sul ponte.
Anna e Louis, allora, mettono in atto un brillante piano dal loro nascondiglio nella foresta: Louis usa il suo corno per imitare il suono di una tromba da carica, mentre Anna "attacca" la zona con innocui fuochi artificiali. L'inganno funziona, poiché i birmani, credendo che il Re abbia portato con sé dei soldati inglesi, si ritirano in preda al panico. Alak cerca di fermarli, gridando: «È un trucco», ma i suoi sforzi sono inutili. Alak è rimasto solo, ma il Re si rifiuta di ucciderlo, dicendo che Alak dovrà vivere con la sua vergogna. Non appena il Re si volta per tornare in Siam, Alak afferra una pistola e mira al Re, ma gli esplosivi vengono fatti scoppiare, facendo saltare in aria il ponte e Alak. Alla fine del film, il Re balla un'ultima volta con Anna, e capisce che è possibile che un uomo possa amare una donna soltanto. Anna ritorna in Inghilterra con Louis. Il figlio del Re prende il potere e abolisce la schiavitù.

## Controversie
Il governo thailandese non permise che le riprese del film fossero fatte in Thailandia e neppure che il film vi fosse distribuito, a causa di alcune sequenze ritenute offensive per la monarchia. Il regista ripropose un'edizione modificata del film ai censori thailandesi, ma questi mantennero la loro decisione. Un editoriale del giornale thailandese The Nation riportò che alcuni concittadini avevano espresso dubbi sullo stato della democrazia nel Paese, prendendo spunto dall'interdizione del film.